# Adriana Russo
Adriana Russo (Roma, 4 febbraio 1954) è un'attrice e cantante italiana.

## Biografia
Figlia del pittore napoletano Mario Russo e di madre di Montefiascone, si segnalò al grande pubblico già dal suo esordio cinematografico nel 1976 in Un sussurro nel buio di Marcello Aliprandi, seguito da Brutti, sporchi e cattivi di Ettore Scola.

Adriana Russo al centro tra Gianni Magni e Gianfranco D'Angelo nel 1978

Nel 1977 recita a fianco di Vittorio Gassman nello spettacolo teatrale Gassman all'asta.
Il successo popolare è dovuto alla partecipazione alla prima edizione del programma televisivo La sberla nel 1978 con Gianfranco D'Angelo, Enrico Beruschi e Gianni Magni.
Ha anche inciso due singoli, Capriccio (1981), scritto da Cristiano Malgioglio e Norina Piras, e Up And Down (1985).
Negli ultimi anni è passata al teatro recitando anche testi di Plauto e Terenzio. In tempi recenti ha preso parte alla serie televisiva Furore, diretta da Alessio Inturri e trasmessa da Canale 5 nel 2014.

## Vita privata
È accreditata una sua breve relazione con il presentatore Pippo Baudo.

## Filmografia

### Cinema
- Brutti, sporchi e cattivi, regia di Ettore Scola (1976)
- Un sussurro nel buio, regia di Marcello Aliprandi (1976)
- John Travolto... da un insolito destino, regia di Neri Parenti (1979)
- Sette ragazze di classe, regia di Pedro Lazaga (1979)
- La patata bollente, regia di Steno (1979)
- Riavanti... Marsch!, regia di Luciano Salce (1979)
- Ciao marziano, regia di Pier Francesco Pingitore (1980)
- Qua la mano, regia di Pasquale Festa Campanile (1980)
- Un amore in prima classe, regia di Salvatore Samperi (1980)
- Manolesta, regia di Pasquale Festa Campanile (1981)
- Miele di donna, regia di Gianfranco Angelucci (1981)
- L'esercito più pazzo del mondo, regia di Marino Girolami (1981)
- Bollenti spiriti, regia di Giorgio Capitani (1981)
- Pierino il fichissimo, regia di Alessandro Metz (1981)
- Ricchi, ricchissimi... praticamente in mutande, regia di Sergio Martino (1982)
- Vieni avanti cretino, regia di Luciano Salce (1982)
- Giggi il bullo, regia di Marino Girolami (1982)
- Porca vacca, regia di Pasquale Festa Campanile (1982)
- Delitto sull'autostrada, regia di Bruno Corbucci (1982)
- Cicciabomba, regia di Umberto Lenzi (1982)
- Canto d'amore, regia di Elda Tattoli (1982)
- Occhio, malocchio, prezzemolo e finocchio, regia di Sergio Martino (1983)
- Pizza Connection, regia di Damiano Damiani (1985)
- Delizia, regia di Joe D'Amato (1986)
- Non aver paura della zia Marta, regia di Mario Bianchi (1988)
- Ad un passo dall'aurora, regia di Mario Bianchi (1989)
- L'avaro, regia di Tonino Cervi (1990)
- Strepitosamente... flop, regia di Pierfrancesco Campanella (1991)
- Lettera da Parigi, regia di Ugo Fabrizio Giordani (1992)
- Il piacere delle carni, regia di Barbara Barni (1992)
- Belle da morire, regia di Riccardo Sesani (1992)
- Anni ribelli, regia di Rosalía Polizzi (1994)
- Segreto di stato, regia di Giuseppe Ferrara (1995)
- Stressati, regia di Mauro Cappelloni (1997)
- Il decisionista, regia di Mauro Cappelloni (1997)
- Vacanze sulla neve, regia di Mariano Laurenti (1999)
- Senza paura, regia di Stefano Calvagna (2000)
- Un giudice di rispetto, regia di Walter Toschi (2000)
- Arresti domiciliari, regia di Stefano Calvagna (2000)
- Lo strano caso del signor Kappa, regia di Fabrizio Lori (2001)
- Apri gli occhi e... sogna, regia di Rosario Errico (2002)
- Il compagno americano, regia di Barbara Barni (2003)
- Sopra e sotto il ponte, regia di Alberto Bassetti (2005)
- Terapia Roosevelt, regia di Vittorio Muscia (2006)

### Televisione
- La sberla – serie TV (1978)
- La giacca verde – film TV (1979)
- Dei miei bollenti spiriti – miniserie TV, 1 episodio (1981)
- L'assassino ha le ore contate – miniserie TV (1981)
- Aeroporto internazionale – serie TV, episodio 1x07 (1985)
- Investigatori d'Italia, regia di Paolo Poeti – miniserie TV (1987)
- Donne armate – film TV (1990)
- Julianus barát – serie TV, 3 episodi (1991)
- Tous mes maris – film TV (1992)
- Tre passi nel delitto: Villa Maltraversi – film TV (1993)
- A che punto è la notte – miniserie TV (1994)
- Ladri si nasce – film TV (1997)
- Mamma per caso – miniserie TV, 1 episodio (1997)
- Ladri si diventa – film TV (1998)
- Angelo nero – film TV (1998)
- Tre stelle – miniserie TV (1999)
- Anni '60 – miniserie TV, 4 episodi (1999)
- La casa delle beffe – film TV (2000)
- Il bello delle donne 2 – serie TV (2002)
- La palestra – film TV (2003)
- Il Papa buono – film TV (2003)
- Con le unghie e con i denti – film TV (2004)
- Imperia, la grande cortigiana – film TV (2005)
- Domani è un'altra truffa – film TV (2006)
- Caterina e le sue figlie 2 – film TV (2007)
- Di che peccato sei? – film TV (2007)
- Il peccato e la vergogna – serie TV, 2 episodi (2010)

## Teatro
- La resistibile ascesa di Arturo Ui, di Bertold Brecht
- Il girifalco dell'harem, di Giorgio Albertazzi
- Hecyra, di Terenzio
- Anfitrione, di Plauto
- Itaca Itaca
- No, grazie, preferisco ridere

## Discografia parziale

### Singoli
- 1981 – Capriccio/Io, la pantera (Durium, LdAI 8124, 7")
- 1985 – Up And Down/Chatta-Nooga Choo-Choo (Videoradio, VR 0020, 7")